# IC 2104
IC 2104 — галактика типу SBbc (компактна витягнута галактика) у сузір'ї Заєць.
Цей об'єкт міститься в оригінальній редакції індексного каталогу.